# 1947 у хокеї з шайбою
Нижче наведені хокейні події 1947 року у всьому світі.

## Чемпіонат світу
На чемпіонаті світу в Празі золоті нагороди здобула збірна Чехословаччини (перший титул).
Підсумкові місця:
1. Чехословаччина
2. Швеція
3. Австрія
4. Швейцарія
5. США
6. Польща
7. Румунія
8. Бельгія

Склад чемпіонів: воротарі — Богуміл Модрий, Зденек Ярковський; захисники — Йозеф Троусілек, Вілібальд Штовік, Франтішек Пакальт, Мірослав Слама, Мірослав Покорний; нападники — Ладіслав Трояк, Владімір Забродський, Станіслав Конопасек, Йозеф Кус, Ярослав Дробний, Карел Стібор, Вацлав Розіняк, Владімір Боузек. Тренер — Майк Букна.

## НХЛ
Шість клубів брали участь у регулярному чемпіонаті НХЛ 1946/47.
У фіналі кубка Стенлі «Торонто Мейпл-Ліфс» переміг «Монреаль Канадієнс».
|  | Півфінали            | Півфінали            |   |  | Фінал                | Фінал |  |
|  |                      |                      |   |  |                      |       |  |
|  |                      |                      |   |  |                      |       |  |
|  | «Монреаль Канадієнс» | 4                    |   |  |                      |       |  |
|  | «Бостон Брюїнс»      | 1                    |   |  |                      |       |  |
|  |                      |                      |   |  |                      |       |  |
|  |                      |                      |   |  |                      |       |  |
|  |                      |                      |   |  | «Монреаль Канадієнс» | 2     |  |
|  |                      | «Торонто Мейпл-Ліфс» | 4 |  |                      |       |  |
|  |                      |                      |   |  |                      |       |  |
|  |                      |                      |   |  |                      |       |  |
|  |                      |                      |   |  |                      |       |  |
|  |                      |                      |   |  |                      |       |  |
|  | «Торонто Мейпл-Ліфс» | 4                    |   |  |                      |       |  |
|  | «Детройт Ред-Вінгс»  | 1                    |   |  |                      |       |  |

## Національні чемпіони
- Австрія: «Вінер ЕВ» (Відень)
- Італія: «Мілан»
- Нідерланди: «Тілбург Трапперс»

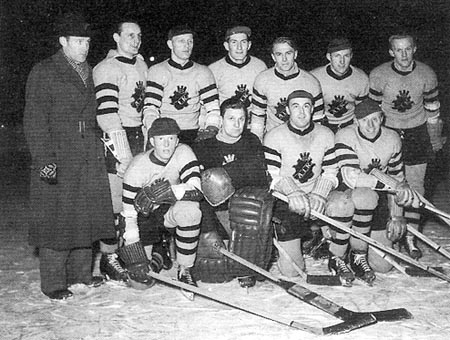
АІК (Стокгольм) — чемпіон Швеції 1947

- Німеччина: «Ріссерзеє» (Гарміш-Партенкірхен)
- Норвегія: «Стабек»
- Польща: «Краковія» (Краків)
- Румунія: «Ювентус» (Бухарест)[1]
- СРСР: «Динамо» (Москва)
- Угорщина: МТК (Будапешт)
- Фінляндія: «Ільвес» (Тампере)
- Чехословаччина: ЛТЦ (Прага)
- Швейцарія: «Давос»
- Швеція: АІК (Стокгольм)
- Югославія: «Младост» (Загреб)

## Переможці міжнародних турнірів
- Кубок Шпенглера: ЛТЦ (Прага, Чехословаччина)
- Кубок Татр: «Татри» (Попрад, Чехословаччина)

## Засновані клуби
- «Крила Рад» (Москва, СРСР)
- «Локомотив» (Москва, СРСР)
- «Трактор» (Челябінськ, СРСР)

## Народились
- 11 лютого — Анатолій Бєлоножкін, радянський хокеїст.
- 25 лютого — Еса Пелтонен, фінський хокеїст. Член зали слави ІІХФ.
- 8 квітня — Крістер Абрахамссон, шведський хокеїст.
- 8 квітня — Томмі Абрахамссон, шведський хокеїст.
- 19 квітня — Петро Андрєєв, гравець збірної СРСР.
- 11 серпня — Алоїс Шлодер, німецький хокеїст. Член зали слави ІІХФ.
- 16 серпня — Геннадій Циганков, радянський хокеїст. Олімпійський чемпіон.
- 23 вересня — Марцел Сакач, чехословацький хокеїст. Чемпіон світу.
- 18 грудня — Пекка Мар'ямякі, фінський хокеїст. Член зали слави ІІХФ.
- 22 грудня — Дейв Кінг, канадський тренер. Член зали слави ІІХФ.